# Спящая красавица (балет)
«Спящая красавица» — балет П. И. Чайковского на либретто И. Всеволожского и Мариуса Петипа по сюжету одноимённой сказки Шарля Перро; состоит из пролога, трёх действий и апофеоза. Написан в 1889 году, представлен публике в 1890 году.

## История создания
До Чайковского к тому же сюжету обращался французский композитор Фердинан Герольд, сочинив балет с таким же названием (буквально: Красавица в спящем лесу — La Belle au bois dormant) по либретто Эжена Скриба. Этот балет впервые прошёл на сцене Парижской Оперы 27 апреля 1829 в постановке балетмейстера Жан-Пьера Омера с участием Марии Тальони, Лиз Нобле и др.
Новая версия Чайковского и Петипа была признана выдающейся и балет занял место среди мировых шедевров балетного искусства.
Главные действующие лица балета: король Флорестан, королева, принцесса Аврора; семь фей: Сирень, Кандид (Искренность), Флёр-де-Фарин (Цветущие колосья), Хлебная Крошка, Канарейка, Виолант (Страсть) и Карабос; принц Дезире.
Премьера балета состоялась 3 января 1890 года на сцене Мариинского театра и произвела настоящий фурор. Идея воплотить эту потрясающую сказку на сцене пришла в голову директору Императорских театров Всеволожскому Ивану Александровичу, который помимо своей высокопоставленной службы занимался литературой, писал сценарии и был известен как яркий театральный деятель своего времени. Именно Всеволожский вместе с известным балетмейстером Мариусом Петипа занялся написанием либретто для постановки. Основой сцен и общего духа балета стало великолепие двора времён правления Луи XIV, а величественная музыка должна была соответствовать и раскрывать сказку с новой стороны. Директор театров настолько проникся балетом «Спящая красавица», что даже собственноручно занимался созданием эскизов для костюмов актёров.
Написать музыкальное сопровождение для спектакля было предложено Петру Ильичу Чайковскому. Всеволожский и Петипа предоставили композитору исключительно точный план балета, который был просчитан буквально до каждого такта, поэтому от музыканта требовалась очень точная и трудоёмкая работа. Тот, в свою очередь, создал поистине уникальное произведение, которое стало настоящим прорывом в сфере балетной музыки того времени. Подняв планку очень высоко, «Спящая красавица» стала своеобразным эталоном на долгие годы, впервые сделав музыку для балета высочайшей категорией искусства.
Хореография постановки не отставала от музыкальной темы — М. Петипа воплотил совершенство движений в каждом акте, сделав танец невероятно логичным и продуманным до мельчайших деталей. Именно благодаря его стараниям «Спящая красавица» превратилась в хрестоматию классического балета, вобрав в себя все самые изысканные и тончайшие его элементы.
«Спящая красавица» стала не только самой красивой, но и самой дорогой постановкой Мариинского театра, и по сей день остаётся признанным шедевром балетного искусства.

## Перечень номеров (в соответствии с клавиром П. И. Чайковского)
- Интродукция

Пролог
- Марш
- Сцена с танцами
- Pas de six

1. Интродукция
2. Адажио
3. Фея искренности
4. Фея цветущих колосьев
5. Фея, рассыпающая хлебные крошки
6. Фея — щебечущая канарейка
7. Фея пылких страстей
8. Фея Сирени
9. Кода

- Финал

Действие первое
- Сцена
- Вальс
- Сцена
- Pas d’action

1. Адажио
2. Танец фрейлин и пажей
3. Вариация принцессы Авроры
4. Кода

- Финал

Действие второе
- Антракт и сцена
- Жмурки
- Сцена

1. Танец Герцогинь
2. Танец Баронесс
3. Танец Графинь
4. Танец Маркиз

- Фарандола

1. Сцена
2. Танец

- Сцена
- Pas d’action

1. Сцена принцессы Авроры и принца Дезире
2. Вариация принцессы Авроры
3. Кода

- Сцена
- Панорама
- Антракт
- Симфонический антракт (Сон) и сцена
- Финал

Действие третье
- Марш
- Полонез
- Pas de quatre

1. Антре
2. Фея золота
3. Фея серебра
4. Фея сапфиров
5. Фея бриллиантов
6. Кода

- Pas de caractère

1. Кот в сапогах и Белая Кошечка

- Pas de quatre

1. Сцена
2. Золушка и принц Фортюне
3. Синяя птица и принцесса Флорина
4. Кода

- Pas de caractère

1. Красная Шапочка и Волк
2. Золушка и принц Фортюне

- Pas berrichon

1. Мальчик-с-пальчик, его братья и Людоед
2. Кода

- Pas de deux

1. Интродукция
2. Выход
3. Адажио
4. Принц Дезире
5. Вариация принцессы Авроры
6. Кода

- Сарабанда
- Финал
- Апофеоз

## Дальнейшая судьба музыки
Уже в процессе работы над первой постановкой партитура П. И. Чайковского претерпела некоторые изменения. В авторской редакции исполнялась музыка пролога и первого действия балета.
Во втором и третьем акте были сделаны отдельные пропуски и перестановки. В сюите танцев охотников, охотниц и крестьян купировался менуэт (примерно в начале XX века ситуация изменилась до наоборот — вместо существовавших ранее танцев исполнялся менуэт и завершающая сцену фарандола). Вариация Авроры в «Нереидах» шла на музыку вариации феи Золота из третьего акта (впоследствии ряд балетмейстеров возвращали оригинальную вариацию). Пропускался скрипичный антракт, предшествующий второй картине этого действия (в ряде постановок он восстановлен, в редакции Р. Нуреева использован для монолога принца Дезире перед появлением видения Авроры, известны также случаи, когда на эту музыку ставили адажио «Нереид»). В третьем действии сокращениям подвергся Pas de quatre фей драгоценных камней. Отсутствовала вариация феи Золота (звучавшая ранее в танце Авроры), была также купирована вариация феи Сапфиров. В окончательном виде Pas de quatre приобрёл форму танца солистки (Бриллиант) в сопровождении трёх танцовщиц. В антре танец тройки сменялся выходом солирующей феи. Затем шла вариация трёх фей на музыку Серебра, сольная вариация Бриллианта и общая кода. Этот номер не исполнялся в авторской музыкальной редакции ни в одной из многочисленных постановок. Ближе всех к ней подошёл Р. Нуреев, вернувший вариацию Сапфира (исполняется танцовщиком, включённым также в Антре фей). Вариация Золота в редакции К. М. Сергеева включена в партию феи Сирени (с хореографией, поставленной Петипа для Авроры) и исполняется перед ансамблем Драгоценностей, хотя большинство балетмейстеров не делает такой перестановки даже если в «Нереидах» используется специально написанная Чайковским музыка соло. В Pas de deux главных героев на музыку Антре исполнялся танец фей Золота и Серебра (по некоторым свидетельствам, с участием неких «пажей» — однозначной информации о том, были ли это воспитанники или взрослые танцовщики нет).
На императорской сцене спектакль претерпевал постепенные изменения, установить точную последовательность которых можно из афиш. Почти сразу после премьеры из третьего акта выпала медленная Сарабанда, предшествующая финальной мазурке. К началу XX века были произведены указанные выше перемены в сцене охоты, пролог недосчитывался вариации феи Сирени. К 20-м годам XX века купированию подвергся большой объём оригинальной хореографии: в Прологе сокращался выход Карабос, в первом акте — сцена вязальщиц и некоторые фрагменты финала, во втором — танцы на охоте.
В 1922—1923 годах Ф. Лопухов поставил перед собой задачу объективно воспроизвести постановку М. И. Петипа, насколько можно более полно восстановив её хореографическую и музыкальную драматургию. Однако в процессе работы он допустил ряд изменений, тем самым положив начало широкой практике пересмотра музыкальной стороны спектакля: почти каждый балетмейстер, осуществляющий новую редакцию «Спящей красавицы», создаёт и новый вариант её партитуры.

## Постановки

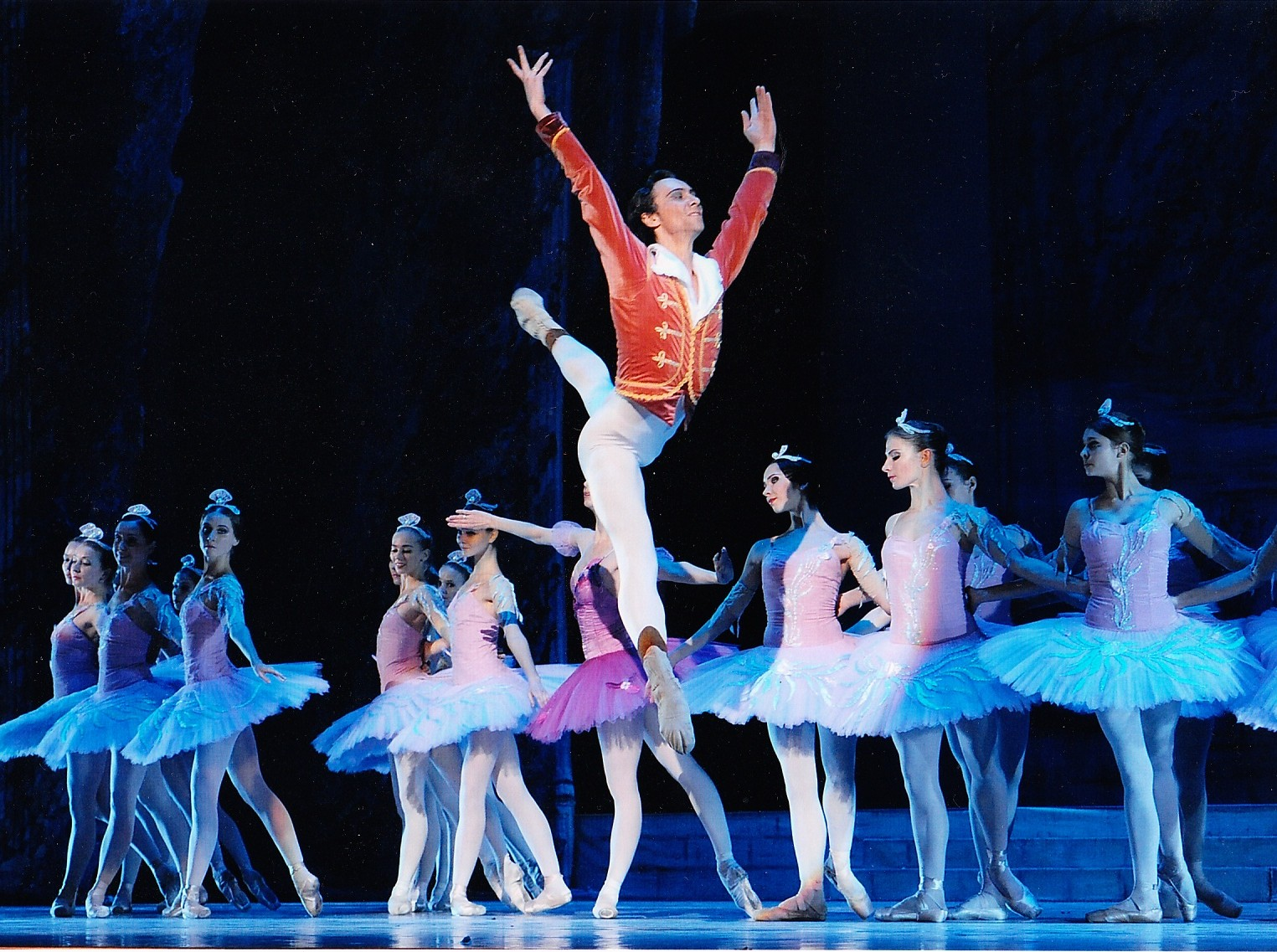
Айдар Шайдуллин — Дезире в балете Спящая Красавица

### В России

#### Мариинский театр

##### Премьера
- 3 января 1890 — балетмейстер М. И. Петипа, художники Г. Левот, И. П. Андреев, К. M. Иванов, M. А. Шишков, M. И. Бочаров (декорации), И. А. Всеволожский (костюмы), дирижёр Р. Дриго; Аврора — К. Брианца, Дезире — П. А. Гердт, принцесса Флорина — В. А. Никитина, фея Сирени — M. M. Петипа, фея Карабос — Э. Чекетти, Кот в сапогах — А. Ф. Бекефи, Голубая птица — Э. Чекетти.

##### Возобновления
- 16 февраля 1914 — балетмейстер H. Г. Сергеев, художник К. А. Коровин, дирижёр Р. Дриго.
- 8 октября 1922 — балетмейстер Ф. В. Лопухов, художники К. А. Коровин, П. Я. Овчинников, В. С. Яковлев, С. И. Петров, Н. А. Клодт, дирижёр В. А. Дранишников; Аврора — Е. П. Гердт, Дезире — М. А. Дудко, фея Сирени — M. Ю. Пильц, фея Карабос — А. И. Чекрыгин.
- 25 марта 1952 — балетмейстер К. M. Сергеев, худ. С. Б. Вирсаладзе, дирижёр Б. Э. Хайкин; Аврора — Н. M. Дудинская, Дезире — К. М. Сергеев, фея Сирени — А. Я. Шелест, фея Карабос — Б. В. Шавров; спектакль экранизирован (1964).
- 1989 — балетмейстеры К. M. Сергеев и Н. М. Дудинская, художник С. Б. Вирсаладзе, дирижёр Дж. Э. Далгат.
- 1999 — балетмейстер С. Г. Вихарев, попытка реконструкции спектакля 1890 года.

#### Большой театр
- 17 января 1899 — перенос постановки М. Петипа в Мариинском театре, балетмейстер А. А. Горский, художники А. Ф. Гельцер, К. Ф. Вальц, дирижёр А. Ф. Арендс; Аврора — Л. А. Рославлева, принц Дезире — И. Н. Хлюстин, фея Сирени — M. И. Грачевская, фея Карабос — В. Ф. Гельцер.
- 24 мая 1924 — балетмейстер В. Д. Тихомиров (по постановке Петипа), художник А. Ф. Гельцер, дирижёр Ю. Ф. Файер; Аврора — Е. В. Гельцер, Дезире — В. Д. Тихомиров, фея Сирени — M. В. Васильева, фея Карабос — В. А. Рябцев.
- 20 марта 1936 — балетмейстеры А. M. Мессерер, А. И. Чекрыгин, режиссёр Б. А. Мордвинов, художник И. M. Рабинович, дирижёр Ю. Ф. Файер; Аврора — M. Т. Семёнова, Дезире — В. Д. Голубин, фея Сирени — Г. П. Петрова, фея Карабос — Г. А. Лерхе.
- 9 апреля 1952 — балетмейстер M. M. Габович, А. M. Мессерер, художники M. Оболенский (декорации), Л. Н. Силич (костюмы), дирижёр Ю. Ф. Файер; Аврора — О. В. Лепешинская, Дезире — В. А. Преображенский, фея Сирени — Л. К. Черкасова, фея Карабос — Е. С. Ванке.
- 7 декабря 1963 — балетмейстер Ю. Н. Григорович (новая композиция и редакция по постановке Петипа), художник С. Б. Вирсаладзе, дирижёр Б. Э. Хайкин; Аврора — M. M. Плисецкая, Дезире — Н. Б. Фадеечев, фея Сирени — Р. К. Карельская, фея Карабос — Е. А. Холина, Принцесса Флорина — Е. С. Максимова, Голубая птица — В. В. Васильев.
- 31 мая 1973 — балетмейстер Ю. Н. Григорович (новая редакция), художник-постановщик С. Б. Вирсаладзе, дирижёр А. А. Копылов; Аврора — Е. С. Максимова, Дезире — В. В. Васильев; фея Сирени — М. К. Леонова, фея Карабос — В. А. Левашёв.
- 18 ноября 2011 года — балетмейстер Ю. Н. Григорович (новая редакция в двух действиях), художник-постановщик Эцио Фриджерио, художник по костюмам Франка Скуарчапино, дирижёр-постановщик Василий Синайский[3] Действующие лица:

- Принцесса Аврора — Светлана Захарова, (затем Нина Капцова, Мария Александрова, Екатерина Крысанова, Анна Никулина, Евгения Образцова)
- Принц Дезире — Дэвид Холберг, (затем Александр Волчков, Николай Цискаридзе, Семён Чудин, Артём Овчаренко, Руслан Скворцов, Дмитрий Гуданов)
- Фея Карабос — Алексей Лопаревич, (затем Игорь Цвирко)
- Фея Сирени — Мария Аллаш, (затем Екатерина Шипулина, Ольга Смирнова)
- Белая кошечка — Юлия Лунькина, (затем Виктория Литвинова, Мария Прорвич)
- Кот в сапогах — Игорь Цвирко, (затем Александр Смольянинов, Алексей Матрахов)
- Принцесса Флорина — Нина Капцова, (затем Дарья Хохлова, Анастасия Сташкевич, Чинара Ализаде, Кристина Кретова)
- Голубая птица — Артём Овчаренко, (затем Владислав Лантратов, Вячеслав Лопатин)
- Красная шапочка — Анастасия Сташкевич, (затем Ксения Пчёлкина, Мария Мишина)
- Серый волк — Алексей Корягин, (затем Антон Савичев, Александр Воробьёв)
- Золушка — Дарья Хохлова, (затем Ксения Керн, Анна Тихомирова)
- Принц Фортюне — Карим Абдуллин, (затем Клим Ефимов, Артём Беляков)

- 7 сентября 2024 — Хореография Мариуса Петипа, восстановленная хореографическая редакция Юрия Григоровича, балетмейстер возобновления — Регина Никифорова, художник-постановщик — Симон Вирсаладзе, художник возобновления декораций — Альона Пикалова, художник возобновления костюмов — Татьяна Ногинова, художник по свету — Михаил Соколов[4]. Действующие лица:

- Принцесса Аврора — Елизавета Кокорева (Ярославна Куприна, Арина Денисова, Екатерина Крысанова, Ева Сергеенкова)
- Принц Дезире — Артём Овчаренко (Егор Геращенко, Даниил Потапцев, Дмитрий Смилевски, Семён Чудин)
- Фея Карабос — Денис Савин (Игорь Цвирко, Геннадий Янин, Юрий Островский, Михаил Лобухин)
- Фея Сирени — Алёна Ковалёва (Ольга Марченкова, Таисия Коновалова, Юлия Степанова, Полина Нецветаева-Долгалёва)

#### Михайловский театр
- 11 ноября 1995 года — балетмейстер Н. Н. Боярчиков (использована хореография Мариуса Петипа в редакции Фёдора Лопухова, Константина Сергеева, Петра Гусева), художник-постановщик Вячеслав Окунев, художник по костюмам Ирина Пресс, музыкальный руководитель и дирижёр Андрей Аниханов. Действующие лица:

- Принцесса Аврора — Регина Кузьмичёва, (затем Ольга Шестакова)
- Принц Дезире — Юрий Петухов, (затем Сергей Басалаев)
- Фея Сирени — Галина Ларичева
- Фея Карабос — Геннадий Судаков

- 16 декабря 2011 года — новая постановка Начо Дуато. Балет в трёх актах с прологом, либретто Начо Дуато по сценарию Ивана Всеволожского, художник-постановщик Ангелина Атлагич, художник по свету Брэд Филдс, дирижёр |Валерий Овсяников[5]. Действующие лица:

- Принцесса Аврора — Ирина Перрен, (затем Светлана Захарова, Наталья Осипова)
- Принц Дезире — Леонид Сарафанов, (затем Иван Васильев)
- Фея Сирени — Екатерина Борченко
- Фея Карабос — Ришат Юлбарисов
- Принцесса Флорина — Сабина Яппарова
- Голубая птица — Николай Корыпаев

#### В других театрах
- Саратовский театр оперы и балета — 1941, балетмейстер К. И. Сальникова; 1962, балетмейстер В. Т. Адашевский.
- Екатеринбургский театр оперы и балета — 1952, балетмейстер M. Л. Сатуновский; 1966, балетмейстер С. М. Тулубьева; 1989, редакция К. М. Сергеева, балетмейстер Т. Соболева.
- Новосибирский театр оперы и балета — 1952, балетмейстеры В. И. Вайнонен; 1967, балетмейстеры К. М. Сергеев и Н. М. Дудинская; 1987, балетмейстер Г. Т. Комлева.
- Нижегородский театр оперы и балета — 1953, балетмейстер Г. И. Язвинский; 1973, балетмейстер Ю. Я. Дружинин.
- Пермский театр оперы и балета — 1953, балетмейстер Ю. П. Ковалёв; 1968, балетмейстер Н. С. Маркарьянц.
- Самарский театр оперы и балета — 1955, балетмейстер Н. В. Данилова; 1970, балетмейстер Э. X. Танн, 1977, возобновление И. А. Чернышёв; 2011, балетмейстер Г. Т. Комлева.
- Воронежский театр оперы и балета — 1983, балетмейстер К. М. Тер-Степанова.

### За рубежом

#### Русский балет Дягилева
В начале 1920-х годов, испытывая серьёзные финансовые затруднения, Дягилев искал способы коммерциализации искусства. Оглядываясь на многолетний сценический успех музыкальной комедии «Чу Чин Чоу», он решил «придумать балет, который шёл бы постоянно»: «Вот было бы счастье!». Поначалу Григорьев заявил ему, что это не только неосуществимо, но и смертельно ему наскучит. Тем не менее, Дягилев решил осуществить пышную многоактную постановку, которая должна была делать ежедневные сборы в Лондоне в течение всего зимнего сезона. В качестве такого «коммерческого» спектакля он выбрал «Спящую красавицу» в хореографии «ретрограда» Петипа, к которому во времена «Мира искусства» он выказывал лишь презрение. Теперь же балет, подготовленный командой русских эмигрантов, должен был стать «грандиозной хвалебной одой искусству дореволюционной царской России». Дягилев заключил контракт с Николаем Сергеевым, в 1914 году возобновлявшем спектакль в Мариинском театре и имевшим нотацию спектакля и ангажировал на главную партию жившую в Риге Ольгу Спесивцеву. Постановку должна была осуществить Бронислава Нижинская, бежавшая из Киева и теперь жившая в Париже. Она согласилась взяться за работу, однако возрождение «Спящей красавицы» представлялось ей «абсурдом, провалом в прошлое… это казалось опровержением фундаментальной „религии“ труппы… отказом от поиска новых форм». «Я начала мою первую работу переполненная протестом с самой собой» — писала она.
Вероятно, Дягилев изменил название со «Спящей красавицы» на «Принцессу» (The Sleeping Princess) с оглядкой на моду на высшую аристократию после революции. В то же время известно, что на вопрос, почему он так сделал, он якобы ответил, что «не располагает красавицами».
Дягилев решил поручить оформление Андре Дерену, но тот не заинтересовался проектом; вторая кандидатура, Александр Бенуа, решил остаться в Петербурге, посвятив себя Эрмитажу. Тогда Дягилев обратился к Баксту. Художник, которому предстояло за два месяца выполнить более 200 эскизов для более чем 100 костюмов и декораций трёх актов, чтобы финансово обезопасить себя, поставил условием отдать ему также следующую авангардную, как он считал, постановку — «Мавру» Игоря Стравинского, что позднее привело Дягилева к судебному процессу и ещё большим убыткам.
Дягилев внёс серьёзные купюры в партитуру и включил в неё вариацию феи Драже из балета «Щелкунчик». В то же время Стравинский оркестровал ранее не исполнявшийся антракт. К оригинальной хореографии Мариуса Петипа Нижинская добавила несколько собственных фрагментов, включая гопак «Три Ивана», ставший одним из самых популярных номеров, танцы маркиз, Синей Бороды, Шехеразады, вариацию принца Шармана. Кроме проведения репетиций, она сама также исполняла роли Феи канареек, Феи сирени и Пьеретты.
Чтобы обеспечить три взаимозаменяемых состава, было нанято большое число новых артистов. Солистками были русские балерины Ольга Спесивцева, Вера Трефилова, Любовь Егорова, Лидия Лопухова, Вера Немчинова; на роль феи Карабос была приглашена Карлотта Брианца, на которую в 1889 году и был поставлен спектакль. Голубую птицу танцевал Станислав Идзиковский. На роль королевы пригласили статную Веру Судейкину, у которой в этот период был роман со Стравинским, что затем, опять же, привело Дягилева к конфликту с Судейкиным.
Несмотря на огромные вложенные усилия, премьера не задалась: часть декораций обрушилась и чтобы заполнить техническую паузу, оркестр был вынужден играть Пятую симфонию Чайковского. У Дягилева случился нервный срыв; будучи суеверным, он, по словам Стравинского, «потерял веру в своё новое творение, которому отдал так много душевных сил и энергии». Тем не менее, балет был показан в «Альгамбре» 105 раз, сначала 7, потом 8 раз в неделю. Он вызвал одновременно недоумение театральной критики и любовь обычной публики, тем не менее, продажи билетов были не в состоянии окупить огромных расходов на постановку. После того, как в начале 1922 года его сняли с репертуара, Дягилев остался должен импресарио Освальду Столлу 11 тысяч фунтов. Оставив труппу на попечение Нувеля и заняв у матери одной из своих артисток 500 фунтов, он спешно покинул Англию, дабы избежать встречи с кредиторами и риска долговой тюрьмы. Дорогостоящие костюмы и декорации спектакля были конфискованы в счёт уплаты долгов.
Чтобы спасти свою труппу, Дягилеву нужны были новинки для парижского сезона 1922 года, поставленные с наименьшими расходами. Взяв старые костюмы Александра Бенуа из «Павильона Армиды» 1909 года (с добавлением некоторых новых Гончаровой), он переделал трёхактную «Спящую» в одноактный 45-минутный дивертисмент «Свадьба Спящей красавицы» (Le Marriage de la Belle au bois dormant), скомпонованный Стравинским преимущественно из музыки III акта. Парижский импресарио, заранее заключивший с Дягилевым контракт, негодовал, что вместо полноценного спектакля ему предлагается эрзац, тем не менее, премьера состоялась в мае 1922 года. Главные партии исполнили Вера Трефилова и Пётр Владимиров. Эта «Свадьба Авроры», показанная в Гранд-опера 12 раз, имела успех у публики и Дягилев надеялся на хорошие сборы, — однако и здесь, как и в Лондоне, его ожидал финансовый удар. Условием контракта Бакста была работа над «Маврой» Стравинского, затем, однако, вероятно, с подачи Михаила Ларионова, работавшего над другой премьерой, «Байкой», «Мавра» была неожиданно передана другу Ларионова, малоизвестному художнику Леопольду Сюрважу. Разгневанный Бакст, обвинивший в интриге Стравинского, послал к Дягилеву адвоката с требованием неустойки. Дело дошло до суда, постановившего выплатить художнику 10 тысяч франков в качестве компенсации за упущенную выгоду. Сам Бакст, после многих лет сотрудничества, перестал здороваться с Дягилевым и «навсегда порвал с ним».
Про все свои неудачи, связанные с постановкой «Спящей красавицы», Дягилев позднее высказался следующим образом: «Я вижу в этом [провале] указание [Всевышнего] … на то, что не моё [это] дело и не мне подобает заниматься восстановлением старых триумфов».
В 1923 году сокращённый вариант «Свадьбы Авроры» под заголовком «Волшебный праздник» (La Fête Merveilleuse) был представлен в Зеркальной галерее Версальского дворца на благотворительном гала-концерте с новыми костюмами по эскизам Хуана Гриса. В феврале 1925 года «Свадьба Авроры» была вновь поставлена в Монте-Карло, на этот раз под названием «Сказки фей» (Les Contes de Fées). В 1960 году Нижинская была приглашена возобновить постановку «Спящей красавицы» Дягилева в «Балете маркиза де Куэваса», однако после конфликта постановку завершил Роберт Хэлпман.
Перечень номеров «Свадьбы Авроры» в постановке Брониславы Нижинской:
1. Интродукция
2. Полонез (III акт)
3. Pas de six фей (Пролог)
4. Танец герцогинь и Танец маркиз (II акт)
5. Фарандола (в темпе мазурки; II акт)
6. Pas de quatre драгоценных камней (III акт)
7. Pas de charactere (Красная Шапочка и Серый волк; III акт)
8. Pas de quatre (Золушка и принц Фортюне, принцесса Флорина и Голубая птица; III акт)
9. Кода (гопак «Три Ивана»; III акт)
10. Pas de deux (принцесса Аврора и принц Дезире; III акт)
11. Финал: мазурка и апофеоз (III акт)

#### В других театрах
- 1966 — Рудольф Нуреев
- 1996 — Матс Эк (оригинальная версия для труппы Гамбургского балета)
- 2012 — Мэтью Борн (оригинальная версия)
- Кевин Маккензи (для Американского театра балета)
- 2015 — Алексей Ратманский (для Американского театра балета)

## Аудиозаписи
- 1980 — дирижёр Виктор Федотов, Академический симфонический оркестр Санкт-Петербургской филармонии.

Фирма Мелодия: С10 14863-70
- 1980 — дирижёр Евгений Светланов, ГАСО.

Фирма Мелодия: С10 15285 007, MEL CD 10 00406, MEL CD 10 02243
- 1989 — дирижёр Владимир Федосеев, Большой симфонический оркестр имени П. И. Чайковского.

Фирма Мелодия: А10 00731 007

## Балет в нумизматике и филателии

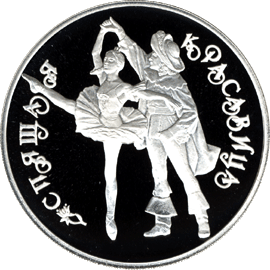
Серебряная монета России номиналом 3 рубля. 1995 год.
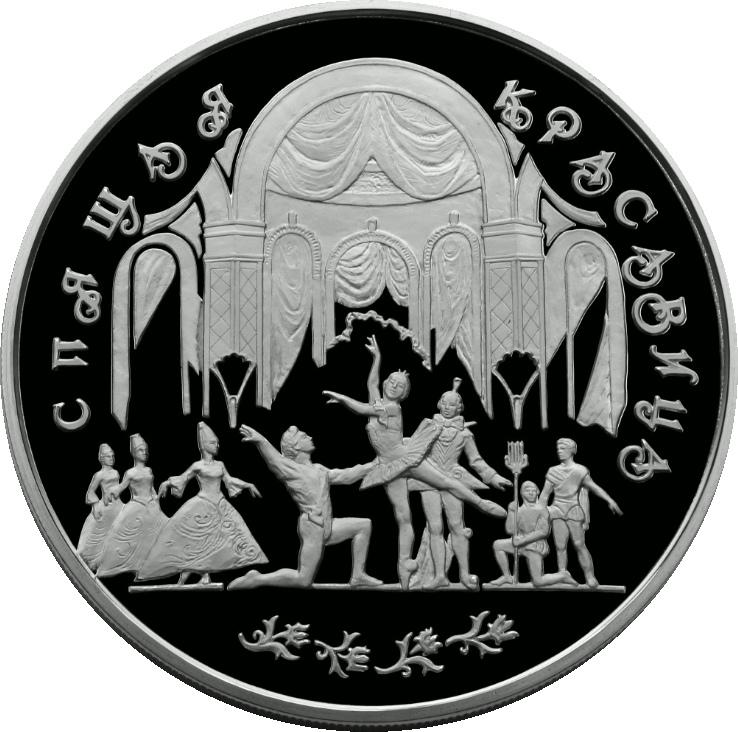
Серебряная монета России номиналом 100 рублей. 1995 год.
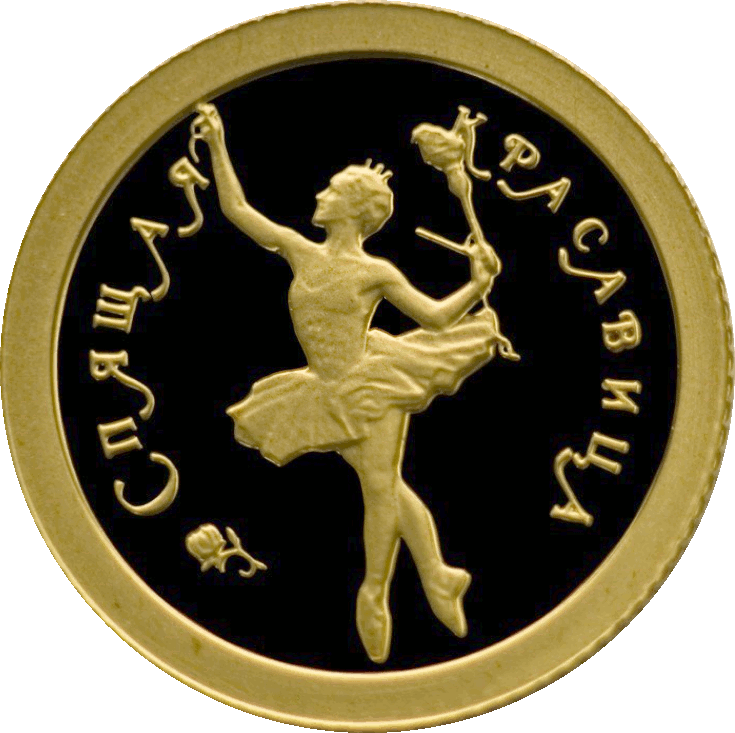
Золотая монета России номиналом 10 рублей. 1995 год.
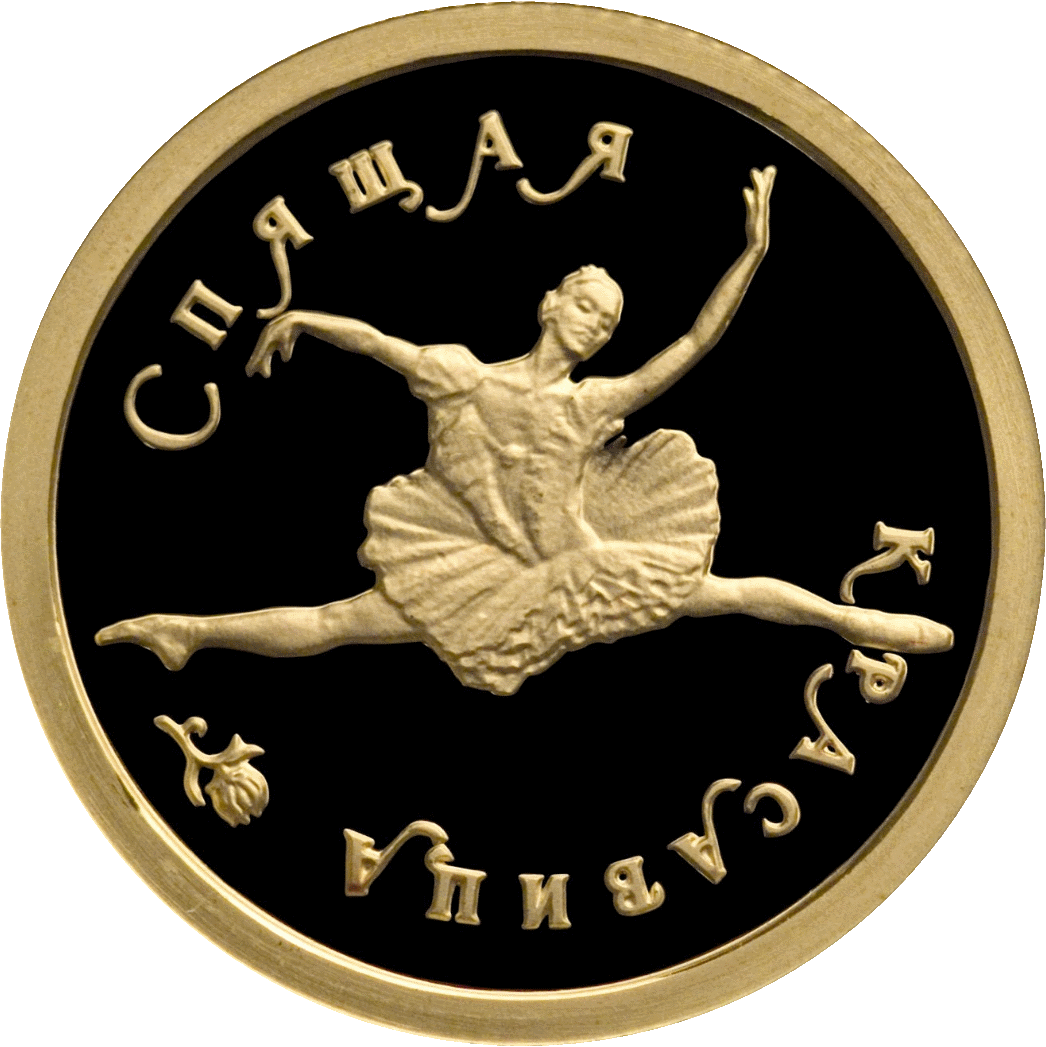
Золотая монета России номиналом 25 рублей. 1995 год.
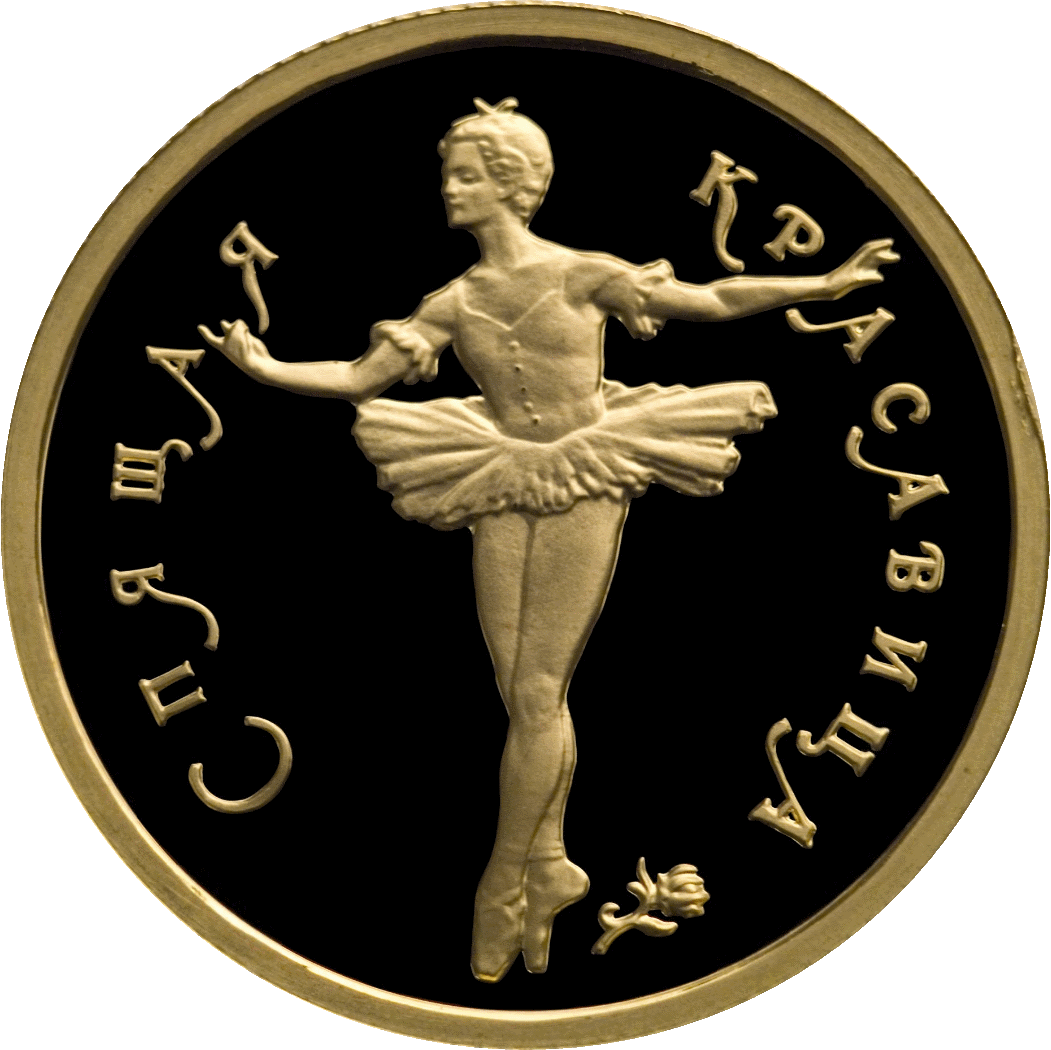
Золотая монета России номиналом 50 рублей. 1995 год.
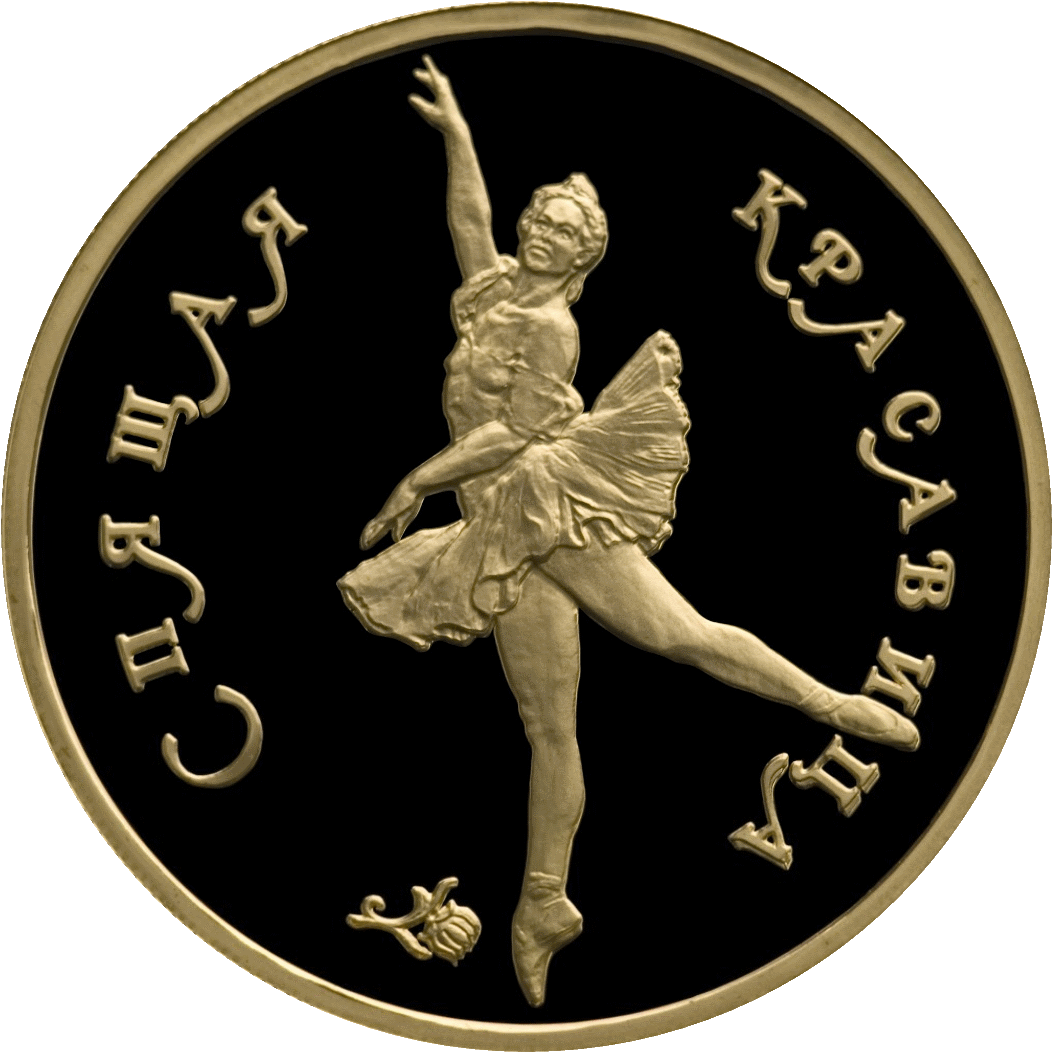
Золотая монета России номиналом 100 рублей. 1995 год.
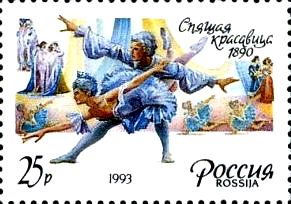
Почтовая марка России из серии «Русский балет», выпущенная к 175-летию со дня рождения М. И. Петипа. Сцена из балета «Спящая красавица», 1993, 25 рублей (ИТЦ 66, Скотт 6128)

## Документалистика
- Телепрограмма-лекция балетного критика, обозревателя ИД «Коммерсант» Татьяны Кузнецовой из серии «История искусства». ИП Петросянц В.Е. по заказу ВГТРК. 2019 г (17 июня 2019). Татьяна Кузнецова. "Спящая красавица". От классической постановки до современных трактовок.  50 мин. ГТРК «Культура». {{cite episode}}: |series= пропущен или пуст (справка)